# 董文用
董 文用（とう ぶんよう、1224年 - 1297年）は、13世紀半ばにモンゴル帝国に仕えた漢人将軍の一人。字は彦材。

## 概要

### 生い立ち
董文用が10歳の時に父の董俊が戦死してしまったため、董文用は長兄の董文炳の庇護の下で育てられた。董文用は幼いころから学問に親しみ、若くして詩賦の才を発揮していた。1250年（庚戌）に董氏一族の仕えるソルコクタニ・ベキは自らの領地の中から優秀な子弟を選んで仕えさせるよう命を下しており、この時選ばれた董文用はソルコクタニに仕えてカラコルムに住まうようになった。なお、同時期に史天沢の長男の史格も同様の理由でモンゴル高原に派遣されている。
その後、トルイとソルコクタニの長男のモンケが第4代皇帝となり、その弟のクビライが東アジア方面遠征軍の司令官に抜擢されると、董文用はクビライに文書官として仕えるようになった。

### 帝位継承戦争
1253年（癸丑）よりクビライは雲南・大理遠征を始め、董文用もまた弟の董文忠とともにこれに従軍し、主に兵站の維持に従事した。1257年（丁巳）・1259年（己未）には南宋遠征軍が再編成されてクビライ軍は長江中流域に侵攻することになり、董文用は縁辺のモンゴル・漢人諸軍の徴発を担当した。同年9月、クビライが長江の渡河を始めるに当たって董文炳は先鋒を申し出、弟の董文用らもこれに同調したため、クビライは自ら董文用に甲冑を下賜し、一族は南宋軍を大いに破ったという。しかし同年中にはモンケ・カアンが急死したことにより弟のクビライとアリクブケの間で帝位を巡る内戦（帝位継承戦争）が勃発することになった。
1260年（庚申）、自派の者だけを集めて即位を宣言したクビライは「中統」という新たな元号を制定し、董文用は支配下の地域への宣諭を担当して各地を回った。同年7月にクビライの下に戻った董文用は張文謙の推薦もあり左右司郎中の地位についた。1261年（中統2年）8月には参議都元帥府事の地位につき、1262年（中統3年）には山東半島の済南で叛乱を起こした李璮の討伐軍に参加している。その後、元帥のアジュが南宋侵攻の司令官として抜擢された時、アジュは董文用を召して配下に加えようとした。しかし、董文用は「諸侯で総兵の地位にある者は、その子弟は兵事についてはならないという新たな制度があります。今、兄の董文炳が経略使総重兵に任じられて山東地方に鎮撫しており、私が従うことはできません」と述べて断ったという。

### クビライ治下の文官として
帝位継承戦争中、クンドゥカイが荒らしまわった旧西夏国領（西夏中興等路）は住民が離散しており、董文用は「至元」と改元された1264年に西夏中興等路行省郎中の地位を与えられた。現地に赴任した董文用は流民の帰還に務め、また帰還した民には種子や農具を分け与えて生活を安定させたという。元来、旧西夏国領はオゴデイ系コデン家の勢力圏であり、この頃はコデンの孫のジビク・テムルが君主であったが、無軌道な暮らしぶりによりコデン家の財政は破綻しかかっていた。そこで董文用が法に基づいてこれを改善しようとしたが、従来の在り方を否定する董文用に不満を持つ者たちがジビク・テムルに言し、董文用はジビク・テムルに召し出されることになった。ジビク・テムルの下を訪れた董文用は自らが天子（クビライ）の命を受けた官吏であり、審問を行うのならば同じく天子の命を受けた王傅にさせよと申し出た。これを受け容れたジビク・テムルが王傅に董文用の審問をさせると、董文用は王の配下たちの不法な振る舞いを理路整然と糾弾したため、その言を認めた王傅はジビク・テムルに董文用の正しさを報告した。そこでジビク・テムルは改めて董文用に謝罪し、ジビク・テムルの理解を得た董文用は1265年までにこの地方の復興を成功させた。
1271年（至元8年）に司農司が設立されると、董文用も山東東西道巡行勧農使の地位を授けられた。山東地方は李璮の叛乱以来田野が荒廃していたが、董文用のはたらきにより5年の内に天下の勧農使の中で最も成果を挙げたと評されるほど農業生産を向上させた。1275年（至元12年）、丞相のアントンの推挙によって董文用は紇石里に代わって工部侍郎とされた。しかし紇石里は当時権勢を極めていたアフマドの与党であり、アフマドの恨みを買った董文用は工部侍郎の鷹を餓死させたという罪を捏造され、これを信じたクビライによって左遷されてしまった。

### 左遷後
1276年（至元13年）には衛輝路総管とされたが、この地は連年の徴兵によって民の10分の9が兵事に携わり、民力が低下していた。更にこの頃南宋の首都の臨安が陥落したことによって連日南末の財物を運ぶ護送隊が通り、住民の農業を遮っていた。そこで董文用が護送隊の者に護送兵を減らし民への負担を減らすよう申し出ると、相手は董文用の正しさを認めた上で、それでも万が一問題が起こった時には誰が責任をとるのかと問いただしたため、董文用は自らの名前と官名を記しそれを保障とした。このような董文用の配慮により衛輝路は復興に向かったという。

### 中央への復帰
1282年（至元19年）、董文用は兵部尚書に抜擢されて再び中央へ呼び戻され、以後朝廷の大議で関わらないものはなかったという。1283年（至元20年）に江淮省より行台（御史台の出先機関）を行省（中書省の出先機関）に属させるよう進言があった時には、董文用の反対により却下とされている。その後礼部尚書に転じたが、この頃朝廷では中書右丞の盧世栄が権勢を得ており、盧世栄の政策を痛烈に批判したと記録されている。
1285年（至元22年）には江淮行中書省参知政事に任命されたが辞退しようとした所、クビライより直々にこれまでの業績を評価されて慰留されたため、董文用はこの任官を受け容れた。
1288年（至元25年）には御史中丞となり、胡祗遹・王惲・雷膺・荊幼紀・許楫・孔従道ら10名余りを按察使に、徐琰・魏初らを行台中丞に推挙した。また、この頃はサンガが台頭していた時代であったが、アフマドや盧世栄の時と同様董文用は権勢におもねることなくこれを批判したと伝えられている。
1294年（至元31年）、晩年のクビライは董文用に諸子を伴って入見するよう命じたが、董文用は辞退したため遂にクビライに見えることなかった。その後、クビライの後を継いだテムルに引き続き仕えた。

### 晩年
1297年（大徳元年）に董文用は老齢を理由に官を辞し、同年6月に74歳にして亡くなった。董士貞・董士亨・董士楷・董士英・董士昌・董士恒・董士廉・董士方という8人の息子がいたという。董文用の息子たちについては記録が少ないが、三男の董士楷については著名な儒学者の陳孚の娘を娶ったことが知られている。